# Schloss Reppersdorf

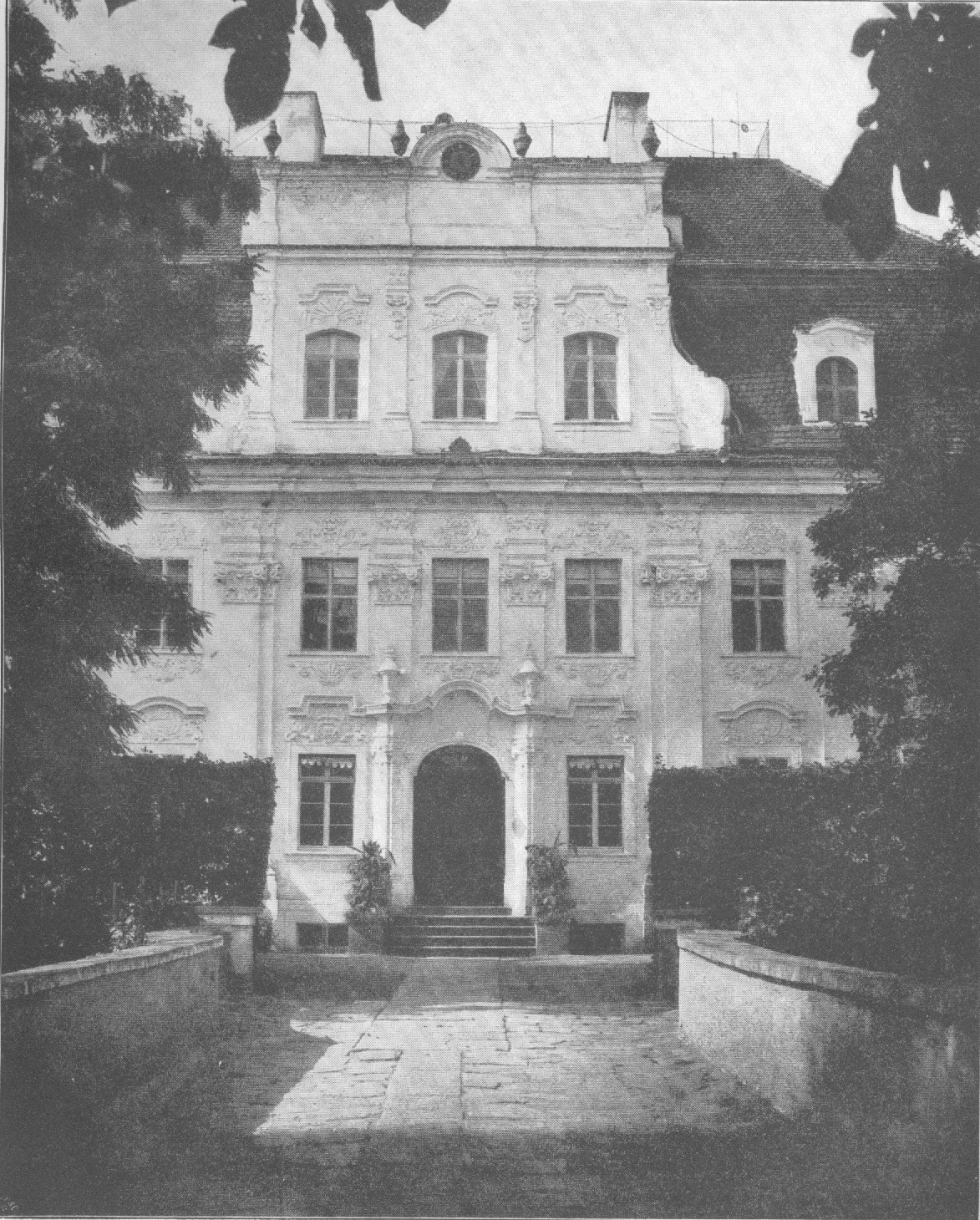
Schloss Reppersdorf, Hauptfassade um 1864

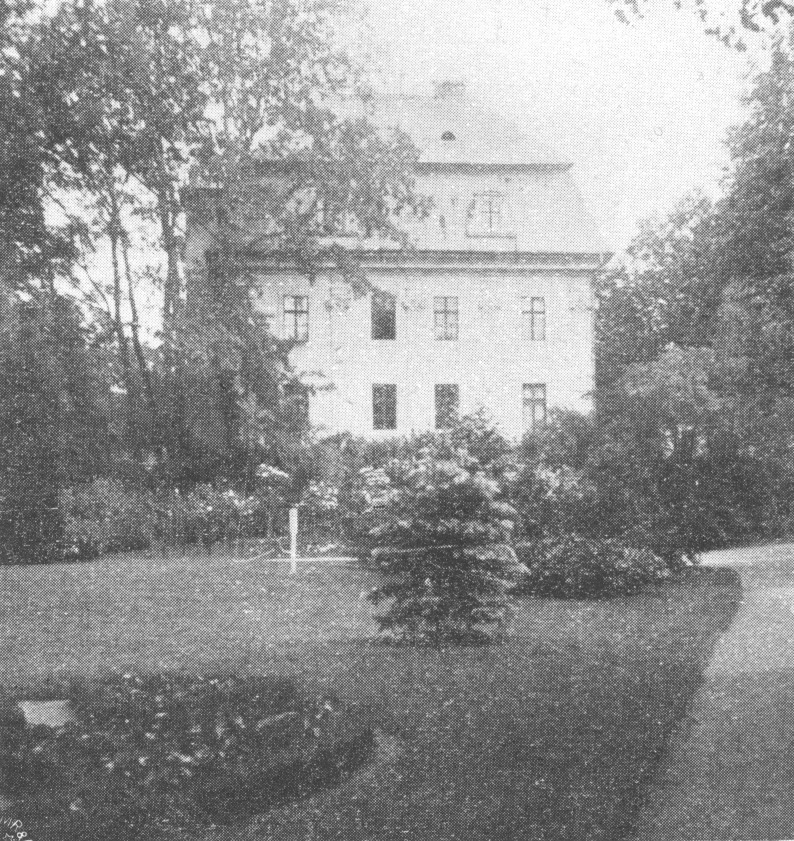
Schloss Reppersdorf, Westseite um 1910

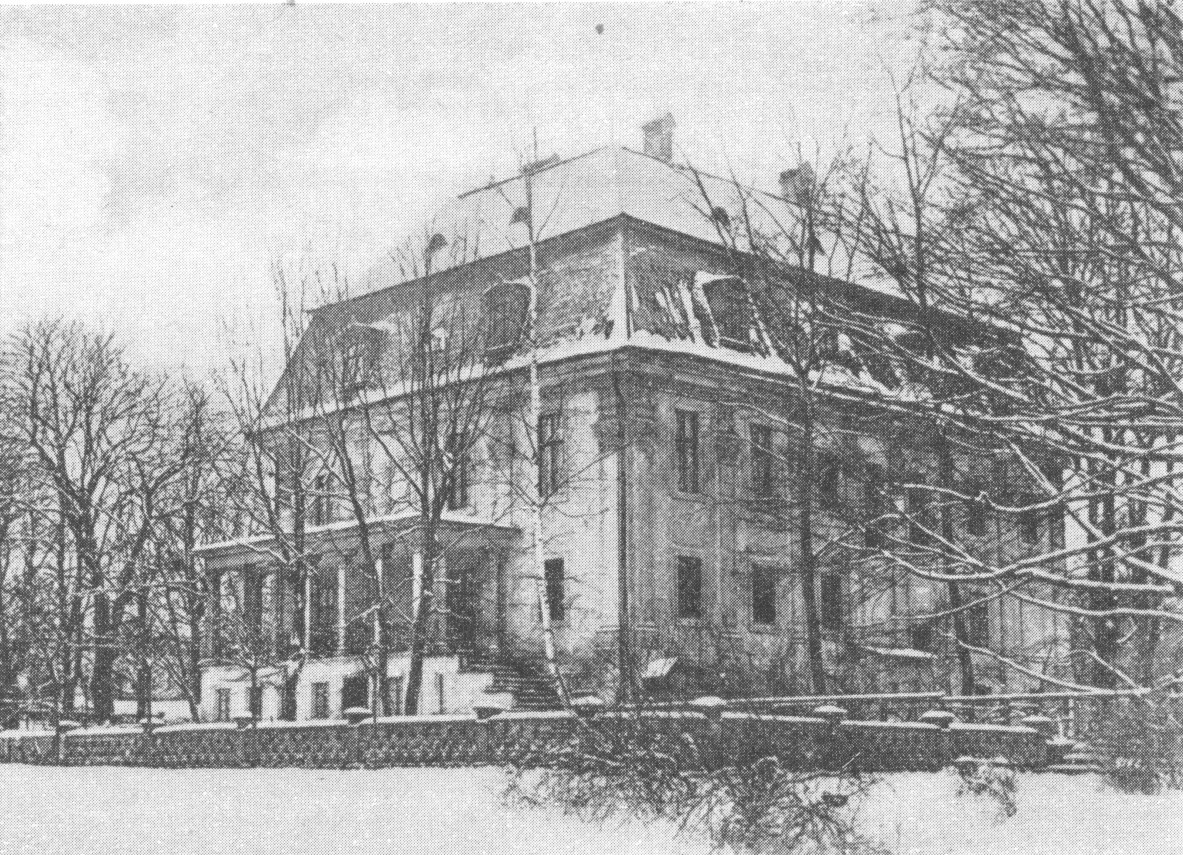
Schloss Reppersdorf, Ost- und Nordseite um 1910

Schloss Reppersdorf war ein 1945 zerstörtes Bauwerk in Reppersdorf (Landkreis Jauer) in Niederschlesien.

## Geschichte
Das Schloss entstand durch Umbau einer mittelalterlichen Burg, die von einem Wassergraben umgeben war. Als erste Besitzer des Ortes wurden im Jahr 1318 die „nobiles viri Henricus et Ripertus genannt Bolzt“ erwähnt. Später befand es sich im Besitz der Familie von Zedlitz. Der dort ansässige Raubritter Hans von Zedlitz wurde am 18. Februar 1586 in Jauer mit dem Schwert hingerichtet. Im 17. Jahrhundert gehörte Reppersdorf der Familie von Eicke. Am 8. Juni 1684 starb in Kreisau Georg Siegmund von Eicke, „Erbherr auf Reppersdorf, der Güter Kreisau und Wirisch Inhaber“. Im August 1746 kaufte Johann Gottfried von Ohl und Adlerskron Ober-Reppersdorf von Johann Ludwig de Harbeval, Freiherrn von Chamaré für 23.200 Reichstaler.
1766 übernahm sein Bruder Benedikt von Ohl und Adlerskron den Ort und baute den alten Adelssitz im Rokokostil um. 1816 wurden das Schloss und der zugehörige Gutsbesitz von der Familie von Ohl und Adlerskron an den Liegnitzer Senator und Kaufmann Friedrich August Feye für 140.000 Reichstaler verkauft und um 1826 von der Familie zurückerworben. 1830 wurde es erneut verkauft – dieses Mal an den Industriellen Carl Gustav Kramsta (1807–1853) aus Freiburg (Schlesien). Dessen 1842 geborene Tochter Helene und Erbin auf Reppersdorf heiratete 1863 Rudolf Freiherr Hiller von Gaertringen, so dass das Schloss seit 1876 im Eigentum dieser Familie war. Der ältere Sohn des Ehepaars war der Epigraphiker und Archäologe Friedrich Freiherr Hiller von Gaertringen (1864–1947), der im Schloss Reppersdorf aufwuchs, jedoch zugunsten seiner akademischen Karriere auf die Übernahme von Schloss und Gut verzichtete. Deshalb wurde es von dessen jüngerem Bruder Wilhelm (1866–1934) und anschließend von dessen Söhnen, dem Diplomlandwirt und Leutnant Karl Gottfried (1906–1944) und dem Oberleutnant Siegfried (1911–1940) übernommen. Laut dem letztmals 1937 amtlich publizierten Güter-Adressbuch Schlesien war zwischenzeitlich die Witwe Wilhelms, Caroline, geborene Gräfin Giech, die Eigentümerin des 576 ha Gutes Reppersdorf. Die Frau des letzten Besitzers, Isa Freifrau Hiller von Gaertringen, geborene von Scheliha, verließ Reppersdorf 1944/45, nachdem ihr Mann bereits im März 1944 im Zweiten Weltkrieg gefallen war. Formeller Erbe war nach dem Genealogischen Handbuch des Adels Johann-Christian Hiller von Gaertringen, der wie seine Schwester auf Reppersdorf geboren wurde.
Bereits kurz nach dem Einmarsch der Roten Armee soll das Schloss mit Hilfe von Benzinkanistern angesteckt worden und in Flammen aufgegangen sein. Die Ruine wurde später, etwa in den 1950er- oder 1960er-Jahren, abgetragen. Die Gebäude des vorgelagerten Gutshofes, das Verwalterhaus und der verwilderte Schlosspark existieren noch.

## Gebäude

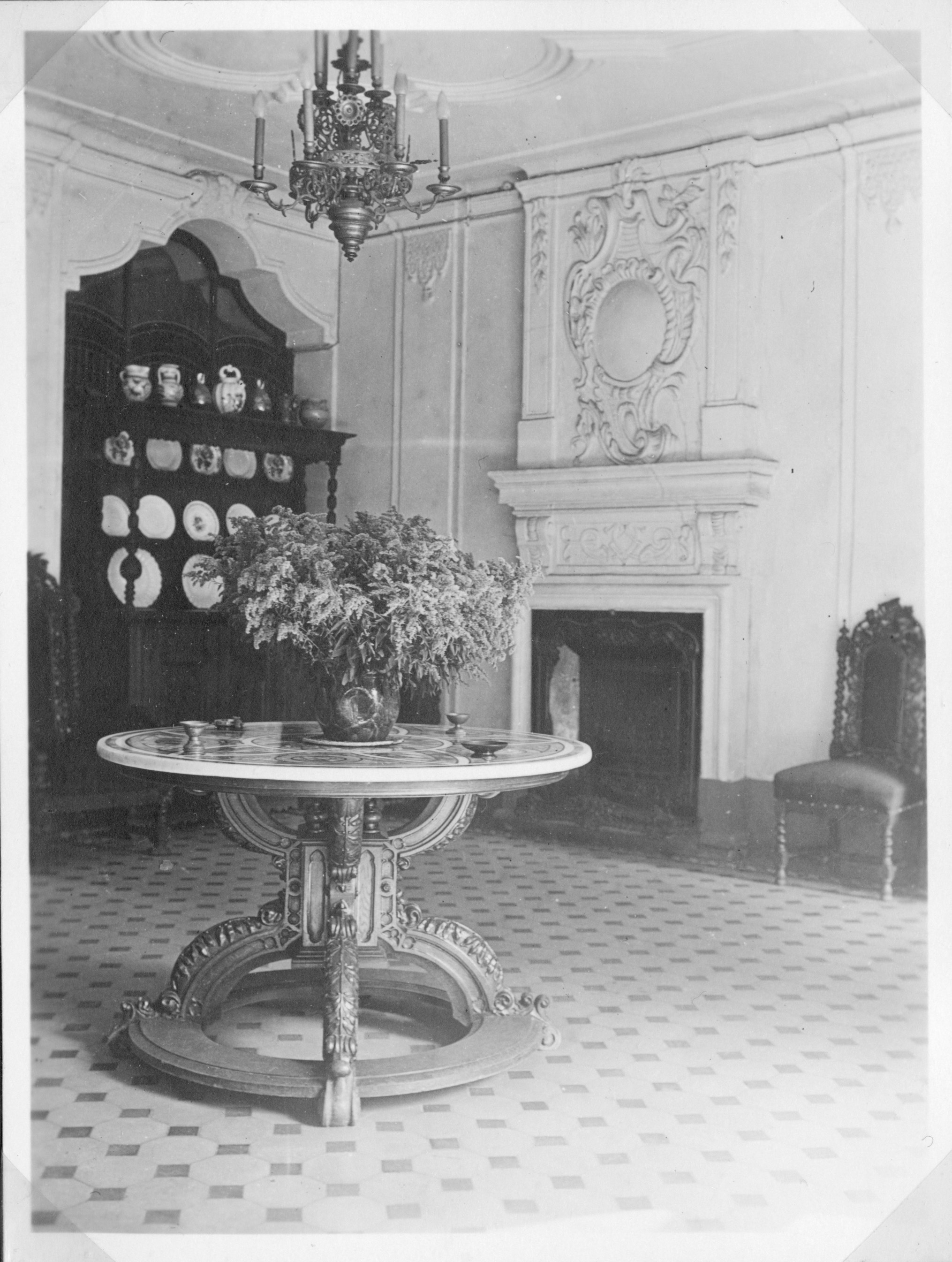
Schloss Reppersdorf, Kaminzimmer um 1933

Das Schloss war ein dreigeschossiger, einfarbig hell gestrichener Bau mit Mansarddach. Die Fassade war mit reichem Stuckdekor aus der Zeit des Rokoko um 1770 verziert. Aus derselben Zeit stammten auch die Zimmerdecken im ersten Stockwerk.